# Margaret Burke Sheridan
Margaret Burke Sheridan   (Castlebar, 15 d'octubre de 1889 - Dublín, 16 d'abril de 1958) fou una cantant d'òpera irlandesa. Nascuda a Castlebar, comtat de Mayo, Irlanda, era coneguda com Maggie de Mayo i és considerada la segona prima donna d'Irlanda després de Catherine Hayes (1818-1861).
Estudià a Dublín i en la "Royal Academy of Music", perfeccionant-se posteriorment a Roma amb Alfredo Martino. Debutà com a protagonista de La bohème el 1919 a Roma, passant immediatament després al Covent Garden de Londres. El mateix any tornà a Itàlia, al "Dal Verme" de Milà (Madame Butterfly) i al "San Carlo" de Nàpols. El 1922 cantà La Wally a La Scala i hi va tornar les dues temporades següents.
De 1925 a 1930 actuà al Covent Garden, encara que sense abandonar la seva carrera italiana (Bolonya, Gènova, Nàpols, Torí); es retirà de l'escena el 1931, dedicant-se a l'ensenyança a Dublín. Dona molt bella i gran actriu, tenia una veu de timbre molt personal, dolça i penetrant, especialment apreciada en el repertori de Puccini en Andrea Chénier.